# Голаев, Джанибек Нанакович
Джанибек Нанакович Голаев (1917-1943) — лейтенант Рабоче-крестьянской Красной Армии, участник Великой Отечественной войны, Герой Российской Федерации (1995).

## Биография
Джанибек Голаев родился 1 июля 1917 года в ауле Хасаут Баталпашинского отдела Кубанской области (ныне — Карачаево-Черкесия). После окончания семилетней школы и курсов бухгалтеров работал в колхозе. В 1938 году Голаев был призван на службу в Рабоче-крестьянскую Красную Армию. В 1941 году окончил Чугуевскую военную авиационную школу лётчиков. С августа 1942 года — на фронтах Великой Отечественной войны. Участвовал в Курской битве, совершив 63 боевых вылета, принял участие в 23 воздушных боях, сбив 9 вражеских самолётов. В дальнейшем участвовал в битве за Днепр, сбив в воздушном бою 9 сентября 1943 года сразу четыре немецких самолёта. Два раза был ранен. 25 сентября 1943 года во время бомбардировки советского аэродрома под Прилуками Голаев бросился тушить горящие самолёты и погиб. Похоронен в братской могиле на центральной площади Прилук.
К моменту своей гибели лейтенант Джанибек Голаев командовал звеном 32-го истребительного авиаполка 256-й истребительной авиадивизии 2-й воздушной армии. За время своего участия в боях он совершил 102 боевых вылета, принял участие в 39 воздушных боях, сбив 15 самолётов противника. Командование полка посмертно представило Голаева к званию Героя Советского Союза, однако из-за его национальности присвоено оно ему не было.

## Награды
- Указом Президента Российской Федерации от 7 сентября 1995 года за «мужество и героизм, проявленные в борьбе с немецко-фашистскими захватчиками в Великой Отечественной войне 1941—1945 годов» лейтенант Джанибек Голаев посмертно был удостоен высокого звания Героя Российской Федерации.
- Также был награждён орденами Красного Знамени и Красной Звезды[2].

## Память
- Улица в селе Кичи-Балык названа именем Джанибека Голаева.